# Caterina Cornaro (opera)

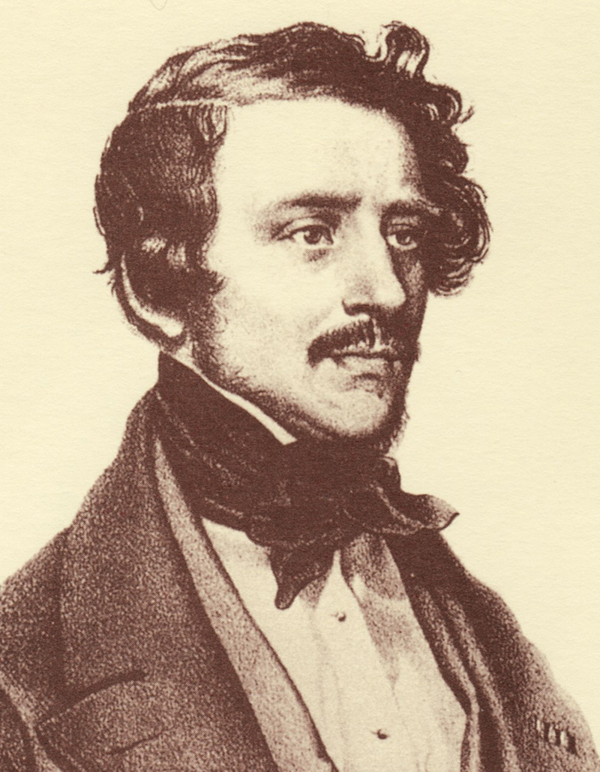
Gaetano Donizetti.

Caterina Cornaro ossia La Regina di Cipro  (Caterina Cornaro eller Drottningen av Cypern) är en italiensk opera i prolog och två akter med musik av Gaetano Donizetti. Libretto skrevs av Giacomo Sacchero efter Jules-Henri Vernoy de Saint-Georges libretto till Jacques Fromental Halévys opera La reine de Chypre (1841). Texten bygger på historien om Caterina Cornaro (1454-1510) som var drottning på Cypern 1474-89.

## Historia
Operan hade premiär den 18 januari 1844 på Teatro San Carlo i Neapel men buades ut. 1845 reviderade Donizetti om operan för en uppsättning i Parma. Det var den sista av Donizettis operor som uppfördes under hans livstid.

## Personer
- Caterina Cornaro (sopran)
- Matilde, Caterinas väninna (mezzosopran)
- Gerardo (tenor)
- Lusignano, Kung av Cypern (baryton)
- Mocenigo, Venedigs ambassadör (bas)
- Andrea Cornaro, Caterinas fader (bas)
- Strozzi, överhuvud för ätten Sgherri (tenor)
- Kungens riddare (tenor)

## Handling
Bröllopet mellan Caterina och Gerardo ställs in då ambassadören Mocenigo meddelar att Lusignano, kungen av Cypern, önskar gifta sig med Caterina. Caterina inser att Gerardos liv är i fara och låtsas att hon inte längre älskar honom. Ett uppror bryter ut och en av Mocenigos män försöker döda Gerardo men hindras av Lusignano. Först senare förstår Lusignano att mannen han räddade till livet var den som Caterina föredrog. Mocenigo eggar Lusignano att ta makten över Cypern och i tumultet som uppstår såras Lusignano dödligt. Döende ber han Caterina att regera i hans ställe medan Gerardo ger sig av till Rhodos och korsriddarna.